# Clarkdale
Clarkdale és una població dels Estats Units a l'estat d'Arizona. Segons el cens del 2007 tenia 4.188 habitants.

## Demografia
Segons el cens del 2000, Clarkdale tenia 3.422 habitants, 1.433 habitatges, i 994 famílies La densitat de població era de 180,3 habitants/km².
Dels 1.433 habitatges en un 22,7% hi vivien nens de menys de 18 anys, en un 58,2% hi vivien parelles casades, en un 7,1% dones solteres, i en un 30,6% no eren unitats familiars. En el 25,3% dels habitatges hi vivien persones soles el 14% de les quals corresponia a persones de 65 anys o més que vivien soles. El nombre mitjà de persones vivint en cada habitatge era de 2,39 i el nombre mitjà de persones que vivien en cada família era de 2,82.
Per edats la població es repartia de la següent manera: un 21,5% tenia menys de 18 anys, un 6,2% entre 18 i 24, un 20,4% entre 25 i 44, un 26% de 45 a 60 i un 25,9% 65 anys o més.
L'edat mediana era de 46 anys. Per cada 100 dones de 18 o més anys hi havia 89,6 homes.
La renda mediana per habitatge era de 34.911 $ i la renda mediana per família de 41.250 $. Els homes tenien una renda mediana de 28.824 $ mentre que les dones 21.811 $. La renda per capita de la població era de 18.441 $. Aproximadament el 7,4% de les famílies i el 10,3% de la població estaven per davall del llindar de pobresa.

## Poblacions més properes
El següent diagrama mostra les poblacions més properes.